# محمد علي سمتر
محمد علي سمتر (مواليد 1931 - 19 أغسطس 2016)، سياسي وقائد عسكري صومالي، كان ضابطاً في الجيش الصومالي قبل الانقلاب العسكري، وكان عضوا في المجلس الثوري الأعلى بقيادة اللواء محمد سياد بري، ثم عضوا في الحزب الثوري الاشتراكي الصومالي، ومنحه سياد بري درجة الجنرال، وفي عام 1980م عُين سمتر وزيرا للدفاع ونائبا للرئيس الصومالي سياد بري.

## رئاسة الوزراء
في عام 1987 م عُين محمد علي سمتر رئيسا للوزراء حتى سبتمبر عام 1990 م، وكان أول رئيس للوزراء منذ أن ألغى سياد بري النظام البرلماني والحكومي في الانقلاب الأبيض يوم 21- أكتوبر 1969م.
وبعد سقوط الحكومة المركزية عام 1991م لجأ سمتر إلى الولايات المتحدة الأمريكية.